# Estereotip
|  | Per a altres significats, vegeu «estereotip (desambiguació)». |

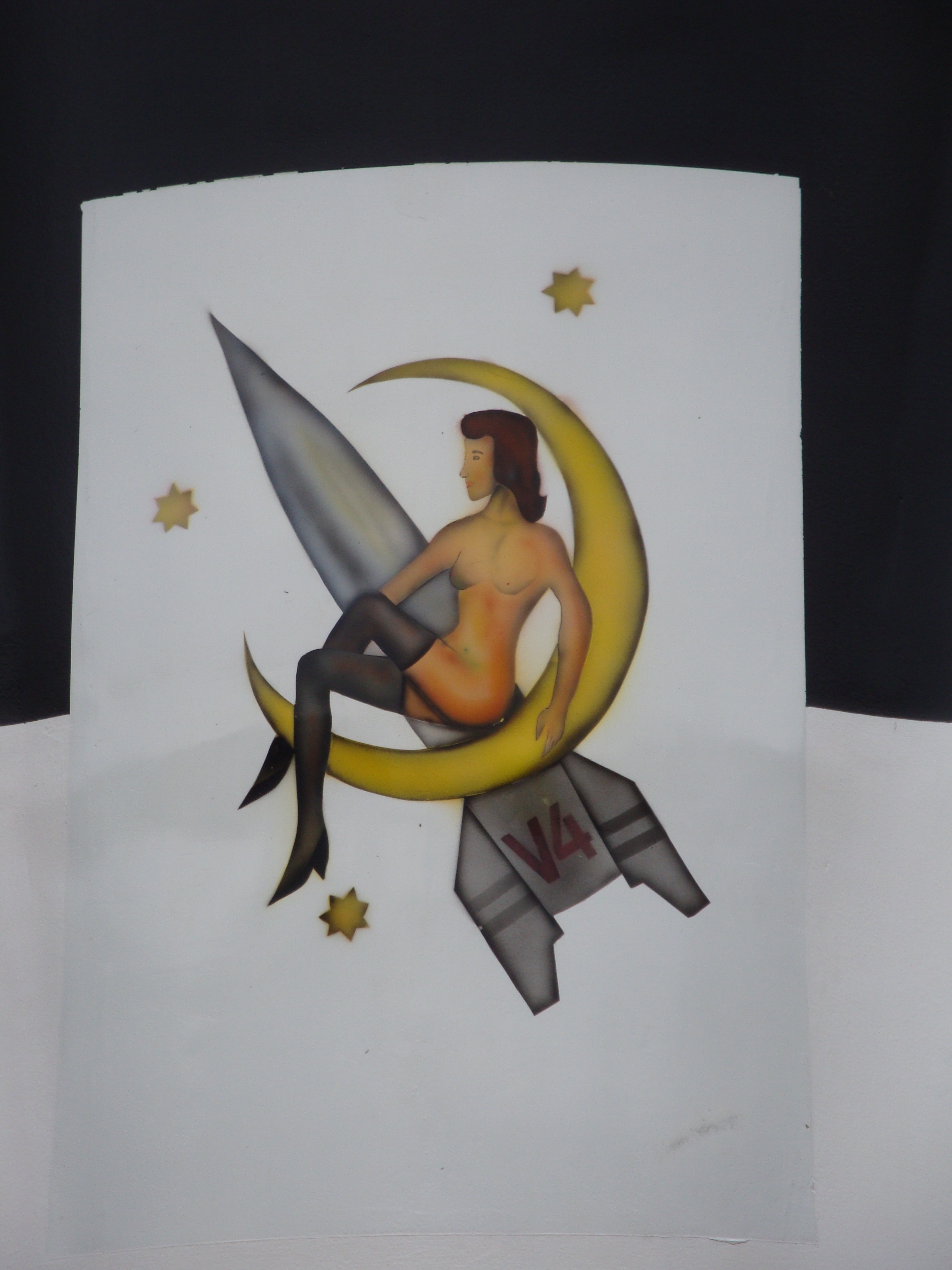
A la dona se la pot relacionar estereotipadament amb allò desconegut, passiu, bell i fosc, com la nit i la lluna, mentre que alguns estereotips d'home en són la duresa i l'acció

Els estereotips són imatges mentals i construccions socioculturals sense base científica, fruit de l'herència cultural, d'opinions i prejudicis sobre determinades persones. Simplifiquen la realitat.

## Història
El primer autor que utilitza el terme estereotip és Walter Lippmann en Public Opinion, editat l'any 1922; el defineix com a imatge mental en l'epígraf que dona títol al primer capítol "The world outside and the pictures in our heads", caracteritzant-lo alhora com un mecanisme de defensa i com una eina de comprensió per a economitzar esforços. Quan Lippmann tria la paraula estereotip per a definir el concepte, no agafa aquest mot a l'atzar, sinó que ho fa pensant en les planxes tipogràfiques (també anomenades estereotips i que coneixia prou bé pel seu ofici de periodista), per la seva rigidesa.
Lippmann creu que, en la majoria de situacions en què ens trobem cada dia, el procés de definició de la realitat no segueix el procediment lògic d'observació i judici, sinó a la inversa, primer jutgem, definim, i després mirem. Observem i reconeixem en l'entorn signes comprensibles que representen idees, que omplim amb el nostre assortit repertori d'imatges. No veiem això o allò, sinó el que hi ha en les nostres ments sobre cadascuna de les realitats. En aquesta manera de fer, el que es busca és economitzar, ja que intentar de veure tot amb mirada fresca, defugint models, resultaria esgotador i pràcticament impossible. Ara bé, si l'educació no ens en consciencia, aquests conceptes governen la resta de la percepció i n'accentuen la diferència, de manera que allò familiar resulta molt familiar, i allò desconegut esdevé rar o fins i tot exòtic.
L'economia d'esforços és només una de les raons per les quals, segons Lippmann, ens aferrem als estereotips. Aquests també són una eina per a defensar certa posició dins de la societat. Donen al món una imatge endreçada, si bé incompleta, en la qual cada cosa té el seu lloc. Així, qualsevol pertorbació dels estereotips sembla un atac als pilars de l'univers, del nostre univers. Un patró d'estereotips, doncs, mai no és neutre, encara que intenti semblar-ho.

## Estereotip de gènere
Els estereotips de gènere són els estereotips que adjudiquen característiques, capacitats i comportaments de manera unificada a persones separades entre homes i dones. Depenen de cada cultura i societat, de cada lloc i època. Alguns exemples típics en són que les dones són submises, sensibles, passives, tendres, pacients i bondadoses, mentre que els homes són valents, decidits, desafiants, dinàmics i racionals. Tenen a veure amb una concepció d'essencialisme de gènere que considera que la biologia fa que els dos sexes es tradueixin en dos gèneres amb comportaments diferenciats i estereotipats.